# Casar de Miajadas
Casar de Miajadas es una pedanía del municipio español de Miajadas, perteneciente a la provincia de Cáceres (comunidad autónoma de Extremadura).

## Situación
Se sitúa al sur de Miajadas, junto al límite provincial con Badajoz, entre Vivares y Puebla de Alcollarín. El principal acceso es desde la Autovía EX-A2 en su salida de Vivares. 

## Población
En la actualidad tiene 305 habitantes (INE 2015).

## Historia
Casar de Miajadas tiene una historia muy reciente. Surgió como consecuencia del Plan Badajoz —a través del Instituto Nacional de Colonización—. que se llevó a cabo en Extremadura allá por los años 60, fruto de la ley del 7 de abril de 1952. Se configura en sus orígenes como un pequeño núcleo rural que tardó unos 10 años en construirse, poblándose entre los años 1963 y 1968. Hasta llegar al día de hoy su construcción ha seguido un ritmo paulatino, contando con los servicios, los enclaves y los edificios básicos para su funcionamiento.
Sus primeros pobladores (la mayoría menores de 40 años) fueron una mezcla de personas procedentes de toda la geografía extremeña y en muy escasa proporción de otras provincias españolas.

## Economía
El sector económico predominante en Casar de Miajadas es el formado por la agricultura girando toda la actividad en torno a la Cooperativa Agrícola “San Salvador” de la cual la mayoría de los agricultores son socios. Los cultivos más importantes son el tomate, el arroz, el melón y la sandía. Debido a esto la ocupación de los vecinos alcanza el cien por cien en los meses estivales.

## Servicios
Entre sus servicios puedes encontrar: colegio, médico, edificio administrativo, centro social, actividades deportivas y de animación, biblioteca pública y pista polideportiva descubierta. 
También, en el año 2015 se ha hecho una pista de padel.

## Patrimonio
Iglesia parroquial católica de Santa María del Pilar, en la Archidiócesis de Mérida-Badajoz, Diócesis de Plasencia, arciprestazgo de Miajadas.